# Caio Zampieri
 Caio Zampieri  (nacido el 27 de mayo de 1986) es un tenista profesional brasilero. Nació en la ciudad de Mogi Guaçu y su mejor ranking individual es el N.º 182 alcanzado el 19 de julio de 2010, mientras que en dobles logró la posición 165 el 3 de noviembre de 2008.
No ha logrado hasta el momento títulos de la categoría ATP ni de la ATP Challenger Tour, aunque sí ha obtenido varios títulos Futures tanto en individuales como en dobles.